# 佐藤雅子 (アニメーション監督)
佐藤 雅子（さとう まさこ）は、日本のアニメーション演出家、アニメ監督。

## 来歴
スタジオジブリ出身。スポーツを題材としたアニメにかかわることが多く、かねてから「ハイキュー!!シリーズ」の演出を担当し、2020年の『ハイキュー!! TO THE TOP』で監督を務める。

## 作風
ジブリ時代は『ゲド戦記』や『崖の上のポニョ』などできめ細かい作画を担当した。また監督としてはスポーツアニメをよく手掛けており、『ハイキュー!!』や『アニマエール!』など担当した。

## 参加作品

### テレビアニメ
2008年
- 絶対可憐チルドレン（絵コンテ）

2010年
- バクマン。（絵コンテ）

2011年
- 快盗天使ツインエンジェル〜キュンキュン☆ときめきパラダイス!!〜（絵コンテ）
- 君と僕。（絵コンテ）

2013年
- ゴールデンタイム（絵コンテ・演出）

2014年

### 劇場アニメ
2006年
- ゲド戦記

2008年
- 崖の上のポニョ

2013年
- かぐや姫の物語（絵コンテ補佐（笹木信作、橋本晋治と共同））

2015年
- 百日紅 ～Miss HOKUSAI～（演出助手）